# ワイリー・サイファー
ワイリー・サイファー（Feltus Wylie Sypher, 1905年12月12日 - 1987年8月）は、アメリカ合衆国の文化史家。アナロジーに関心をよせ、絵画、彫刻、建築などの美術を、文芸、テクノロジー、思想と関連づけて研究した。

## 生涯
ニューヨーク州のマウント・キスコ出身。アマースト大学を卒業後、タフツ大学を経てシモンズ・カレッジの教員となった。1929年にルーシー・ジョンスンと結婚。ハーバード大学で博士号を取得。1950年からグッゲンハイム財団の助成によりイタリアとフランスで研究を行なう。1954年以降に『ルネサンス様式の4段階』をはじめとする3部作を発表。1987年、ニュー・ジャージー州のハケッツタウンで死去した。

## 研究・思想
芸術の技法には社会とのつながりがあり、社会が変われば技法も変化する。したがって様式は時代の意識の構造や、体験に対する社会の見識の指標になるとした。そして美術史のカテゴリーを文芸にも取り入れ、各時代の文化の特徴について考察した。サイファーは様式を手がかりとしているが、様式は絶対ではないとも書いており、芸術の批評家はプロクルステスではなくプロテウスの力を頼むべきとしている。サイファーは影響を受けた人物として、ハインリヒ・ヴェルフリン、ヴァルター・フリートレンダー、アルノルト・ハウザーらの名をあげている。
著述活動では、『ルネサンス様式の4段階』から『現代文学と美術における自我の喪失』までの3部作が特に知られる。
『ルネサンス様式の4段階』
ゴシックに続く1400年から1700年までのルネサンス様式を、暫定的形成期、崩壊期、再形成期、最終段階のアカデミックな方式化の4段階に分類し、それぞれの段階をルネサンス、マニエリスム、バロック、後期バロック（新古典主義等）と呼んで論じた。この著作の特徴についてサイファー自身は、マニエリスムの重要性の強調と、構造主義の批評方法を使った2点をあげている。
『ロココからキュビスムへ』
1700年から20世紀初頭までの作品を題材とし、ロココ、ピクチャレスク、ロマン主義、象徴主義、ネオ・マニエリスム（印象派、ラファエル前派、ナビ派、アール・ヌーヴォー等）、キュビスムを論じた。
『現代文学と美術における自我の喪失』
1940年代から50年代を軸とし、ウジェーヌ・イヨネスコ、サミュエル・ベケット、ロベルト・ムージル、ヌーヴォー・ロマン、ルーチョ・フォンタナなどの作品を取り上げ論じる。
『文学とテクノロジー』
19世紀から20世紀にかけ、近代化の進展により、テクノロジーとその基底にある思想が芸術文化に及ぼす影響について論じた。

## 日本語訳
- 『ルネサンス様式の4段階　1400年～1700年における文学・美術の変貌』
　河村錠一郎訳、河出書房新社、1976年、新版1987年
- 『ロココからキュビスムへ　18～20世紀における文学・美術の変貌』
　河村錠一郎監訳、河出書房新社、1988年
- 『現代文学と美術における自我の喪失』
　河村錠一郎訳、河出書房新社、1971年、新版1988年
- 『文学とテクノロジー　疎外されたヴィジョン』 野島秀勝訳
　研究社 叢書、1972年／白水社、2012年、復刊2023年。改訂版・解説高山宏